# كاسيغوران
كاسيغوران، رسميًا بلدية كاسيغوران، هي بلدية من الدرجة الرابعة تقع في مقاطعة سوروسوغون في الفلبين. يبلغ عدد سكانها حسب تعداد عام 2020 قرابة 35602 نسمة.

## التاريخ
تأسست كاسيغوران في عام 1600، وكانت أول رعية تبشيرية في سوروسوغون. عندما وطأت أقدام الإسبان هذا الجزء من لوزون لأول مرة في سبعينيات القرن السادس عشر، اعتبرت كاسيغوران مركزهم في كابيكولان.
عام 1583، تولى المبشرون الفرنسيسكان مهمة التبشير التي بدأها الأوغسطينيون.

## الجغرافية
تقع كاسيغوران على ساحل خليج سورسوغون، جنوب جزيرة لوزون، ما يجعلها إحدى ضواحي مدينة سورسوغون المجاورة. تبعد قرابة 17 كيلومتر (11 ميل) عن مدينة سورسوغون و598 كيلومتر (372 ميل) من مانيلا.

### المناخ
| البيانات المناخية لـكاسيغوران، سورسوغان                                                      | البيانات المناخية لـكاسيغوران، سورسوغان | البيانات المناخية لـكاسيغوران، سورسوغان | البيانات المناخية لـكاسيغوران، سورسوغان | البيانات المناخية لـكاسيغوران، سورسوغان | البيانات المناخية لـكاسيغوران، سورسوغان | البيانات المناخية لـكاسيغوران، سورسوغان | البيانات المناخية لـكاسيغوران، سورسوغان | البيانات المناخية لـكاسيغوران، سورسوغان | البيانات المناخية لـكاسيغوران، سورسوغان | البيانات المناخية لـكاسيغوران، سورسوغان | البيانات المناخية لـكاسيغوران، سورسوغان | البيانات المناخية لـكاسيغوران، سورسوغان | البيانات المناخية لـكاسيغوران، سورسوغان |
| الشهر                                                                                        | يناير                                   | فبراير                                  | مارس                                    | أبريل                                   | مايو                                    | يونيو                                   | يوليو                                   | أغسطس                                   | سبتمبر                                  | أكتوبر                                  | نوفمبر                                  | ديسمبر                                  | المعدل السنوي                           |
| -------------------------------------------------------------------------------------------- | --------------------------------------- | --------------------------------------- | --------------------------------------- | --------------------------------------- | --------------------------------------- | --------------------------------------- | --------------------------------------- | --------------------------------------- | --------------------------------------- | --------------------------------------- | --------------------------------------- | --------------------------------------- | --------------------------------------- |
| متوسط درجة الحرارة الكبرى °م (°ف)                                                            | 27 (81)                                 | 28 (82)                                 | 29 (84)                                 | 31 (88)                                 | 31 (88)                                 | 30 (86)                                 | 29 (84)                                 | 29 (84)                                 | 29 (84)                                 | 29 (84)                                 | 29 (84)                                 | 28 (82)                                 | 29 (84)                                 |
| متوسط درجة الحرارة الصغرى °م (°ف)                                                            | 22 (72)                                 | 21 (70)                                 | 22 (72)                                 | 23 (73)                                 | 24 (75)                                 | 25 (77)                                 | 25 (77)                                 | 25 (77)                                 | 25 (77)                                 | 24 (75)                                 | 23 (73)                                 | 23 (73)                                 | 24 (74)                                 |
| الهطول مم (إنش)                                                                              | 65 (2.6)                                | 44 (1.7)                                | 42 (1.7)                                | 39 (1.5)                                | 87 (3.4)                                | 150 (5.9)                               | 184 (7.2)                               | 153 (6.0)                               | 163 (6.4)                               | 154 (6.1)                               | 127 (5.0)                               | 100 (3.9)                               | 1٬308 (51.4)                            |
| متوسط الأيام الممطرة                                                                         | 13.9                                    | 9.2                                     | 11.0                                    | 12.5                                    | 19.6                                    | 24.3                                    | 26.5                                    | 25.0                                    | 25.5                                    | 24.4                                    | 19.4                                    | 15.1                                    | 226.4                                   |
| المصدر: Meteoblue (Use with caution: this is modeled/calculated data, not measured locally.) |                                         |                                         |                                         |                                         |                                         |                                         |                                         |                                         |                                         |                                         |                                         |                                         |                                         |

## روابط خارجية
- الصفحة الرسمية لكاسيغوران في PhilAtlas.com
- [قالب:NSCB detail الكود الجغرافي القياسي الفلبيني]
- معلومات التعداد الفلبينية
- نظام إدارة أداء الحكم المحلي